# Saint-Zéphirin-de-Courval
Saint-Zéphirin-de-Courval eller kort Saint-Zéphirin är en kommun av typen socken (municipalité de paroisse) i provinsen Québec i Kanada. Den ligger i regionen Centre-du-Québec, i den sydöstra delen av landet, 250 km öster om huvudstaden Ottawa. Antalet invånare var 707 vid folkräkningen 2021. Landarean är 72 kvadratkilometer.